# Operation Corkscrew
Under 2. verdenskrig, var Operation Corkscrew de Allieredes invasion af den italienske ø Pantelleria (mellem Sicilien og Tunesien) den 10. juni 1943. Der havde allerede været en plan for at besætte øen i 1940 (Operation Workshop), men blev skinlagt da Luftwaffe styrkede luftaktiviteten i området.
De allieredes fokus kom tilbage til Pantellaria i starten af 1943. Radarinstallationerne og flyvepladen på øen blev set som en stor trussel til den planlagte invasion af Sicilien. Desuden var der en mulighed for at det stærke forsvar kunne lave bombardementer mod invasionen.
Den intense ti-dages luftbombardement reduceret væsentligt forsvaret og det italienske garnison overgav da de britiske styrker gik i land på øen. En vurdering af professor Sir Solly Zuckerman rapporterede, at forsvaret var 47% effektivit. Letteheden af operation førte til en optimistisk vurdering af effektiviteten af bombningerne, som ikke altid har været ført ud i praksis.
De italienske garnisoner på de nærliggende øer (Linosa og Lampedusa) faldt hurtigt. Dette banede vejen for invasionen af Sicilien en måned senere.

## Eksterne links
- (engelsk) Detaljerede amerikansk beskrivelse med billeder og kort
- (engelsk) British Combined Operations beskrivelse